# A-77636
A-77636は、D1受容体のフルアゴニストとして選択的に作用する合成薬である。向知性薬、食欲減退薬であり、動物実験では抗パーキンソン病薬としての効果が得られている。しかしながら、その高い有効性と長期作用によりD1受容体がダウンレギュレーションとタキフィラキシーを引き起こす。SKF-82958などの他のD1フルアゴニストとは異なり場所し好性を生成しない。A-77636は動物実験において部分的にコカインと置換され、中毒治療の可能性代替薬としての使用が推奨されており、これは脳内D1受容体の役割の研究における使用がよく知られている。